# Victoria Lepădatu
 Victoria Lepădatu (Vorniceni, 1971. június 12. –) olimpiai ezüstérmes román evezős.

## Pályafutása
Az 1992-es barcelonai olimpián nyolcasban ezüstérmet szerzett, kormányos nélküli négyesben ötödik helyem végzett társaival.

## Sikerei, díjai
- Olimpiai játékok – nyolcas
  - ezüstérmes: 1992, Barcelona